# 普卡科查湖 (尤拉克馬爾卡區)
8°51′23″S 77°37′56″W / 8.85639°S 77.63222°W
普卡科查湖（Lake Pucacocha），是秘魯的湖泊，位於該國北部安卡什大區，由瓦伊拉斯省的尤拉克馬爾卡區負責管轄，處於普卡希爾卡山西北面，面積0.28平方公里，海拔高度4,494米。